# Pemba (ostrov)
Pemba je ostrov v Indickém oceánu, oddělený od pobřeží východní Afriky 50 km širokým Pembským průlivem. V roce 2012 na ostrově žilo 406 808 obyvatel. Ostrov tvoří spolu s ostrovem Zanzibar autonomní stát Zanzibar v rámci Tanzanie.

## Geografie
Společně s ostrovy Zanzibar a Mafia tvoří Zanzibarské souostroví, které je celé součástí Tanzanie. Má rozlohu 988 km². Nachází se ve vzdálenosti 59 km severně od ostrova Zanzibar.
Ostrov je obklopen menšími ostrovy a ostrůvky, z nichž největší jsou Fundu, Njao, Chokocho.

## Administrativní dělení
Spolu s okolními ostrovy tvoří dva ze třiceti krajů Tanzanie. Jsou to Severní Pemba a Jižní Pemba. Nejdůležitějšími sídly jsou Chake Chake, Wete a Mkoani.

## Využití

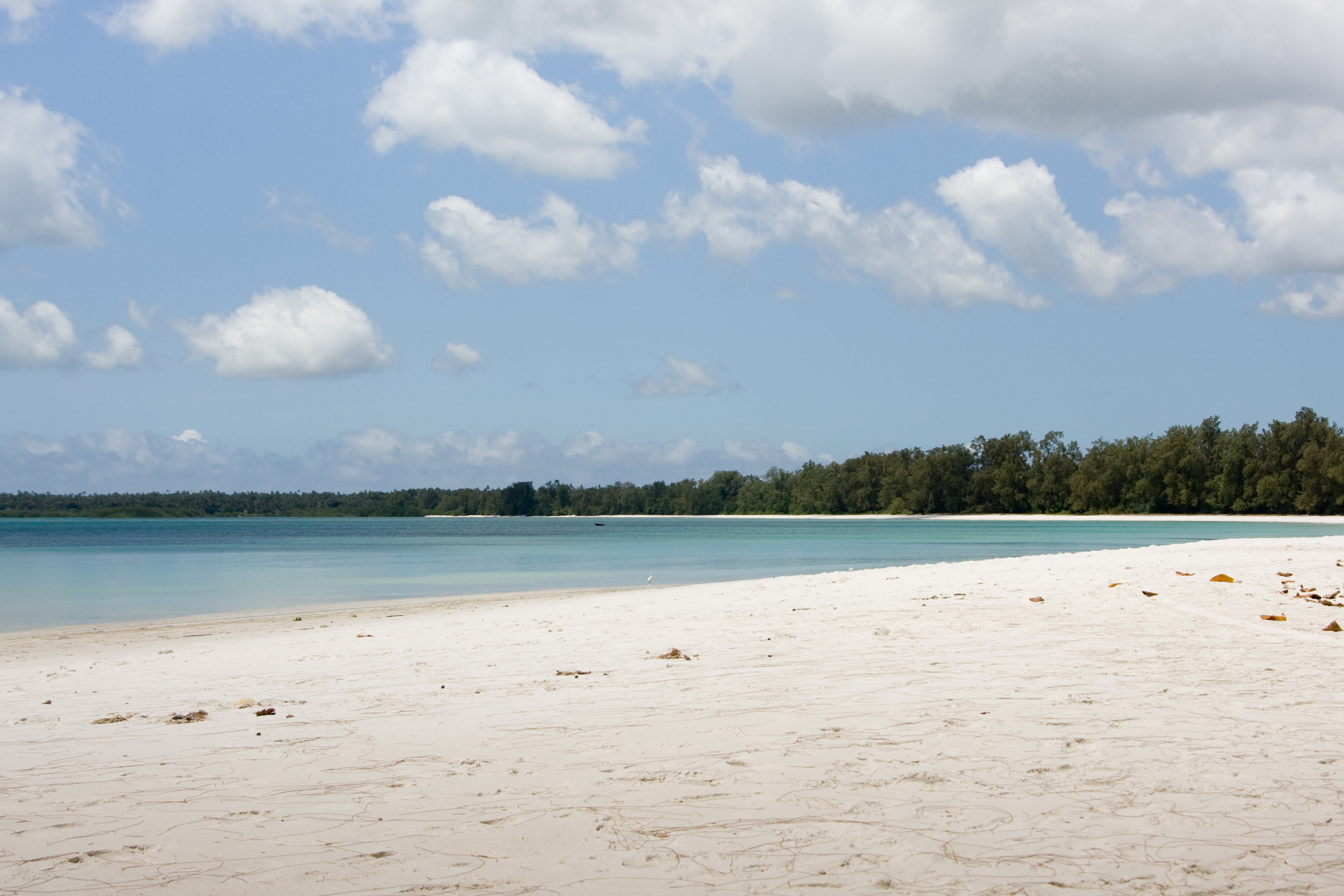
Pláž na ostrově Pemba

Díky vlhkému klimatu je Pemba zalesněná více než sousední Unguja, proto se jí říká zelený ostrov. Pobřeží je porostlé mangrovy. Půda je úrodná, pěstuje se hlavně maniok, banány a hřebíčkovec kořenný (až tři miliony stromů). Turistický průmysl je rozvinut méně než na ostrově Unguja, návštěvníky láká hlavně klid a zachovaná příroda. Na ostrově se nacházejí také zříceniny měst Ndagoni a Mkama Ndume, pocházejících ze 14.–15. století.